# Kaukasien

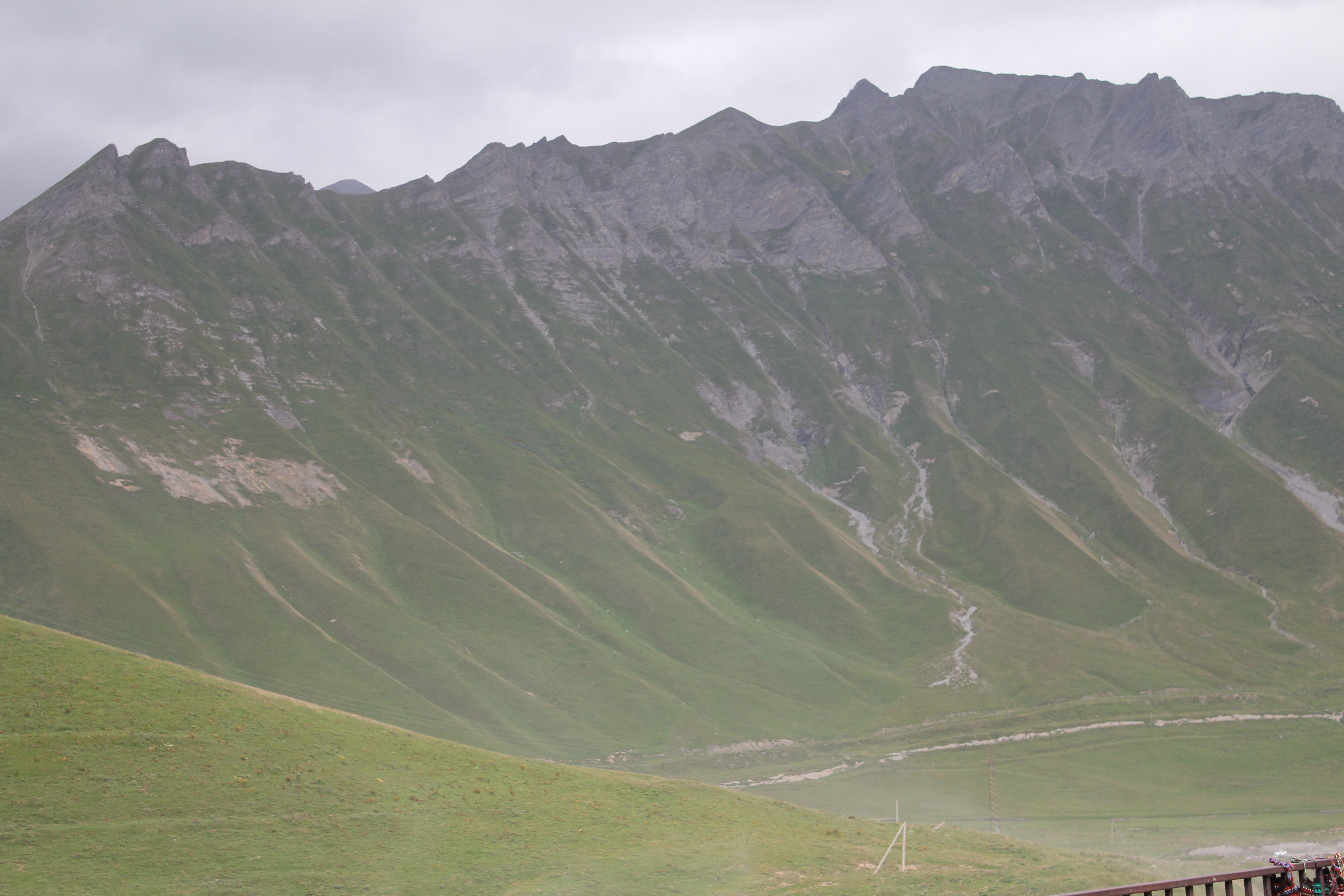
Kaukasien är ett mycket bergigt område

Kaukasien är ett område på gränsen mellan Europa och Asien.  Det sträcker sig från Svarta havet i väst till Kaspiska havet i öst, och från floderna Manytj och Kuma i norr till Armeniens högland i söder. Kaukasien är indelat i Nordkaukasien (även kallat Ciskaukasien) och Sydkaukasien (även kallat Transkaukasien), som skiljs åt av bergskedjan Kaukasus. Norra Kaukasien består av ett antal ryska delrepubliker, krajer och oblast, och den sydliga delen utgörs av Georgien, Armenien och Azerbajdzjan. Kaukasien var tidigare en del av först Ryska imperiet, och senare Sovjetunionen. Tiden under sovjetiskt styre har lämnat tydliga spår när det gäller regionens administrativa indelning.
Omkring 12 miljoner av Kaukasiens 35 miljoner invånare är ryssar, vilket gör dessa till den största folkgruppen. Sammanlagt finns det dock över femtio olika etniska grupper i området. Vissa motsättningar folkgrupper emellan har mynnat ut i allvarliga konflikter, där Ryssland inte sällan har varit en part. Bland de största kan första och andra Tjetjenienkrigen och kriget i Georgien 2008 nämnas. Den etniska identiteten spelade ofta en mindre roll före Rysslands erövring, som fullbordades 1864. Nationalistiska stämningar spred sig successivt och blossade upp på nytt efter Sovjetunionens kollaps 1991. Den ekonomiska nedgång och de olika socioekonomiska problem som följde på kollapsen har ytterligare spätt på konflikterna.
De olika etniska grupperna har ofta egna modersmål som ibland kombineras med ryska som andraspråk. Den vilda floran av språk tillhör såväl den kaukasiska språkfamiljen som den indoeuropeiska, turkiska och afroasiatiska. Kaukasien inrymmer även en mängd olika religiösa trosuppfattningar. När kristendomen började spridas under de första århundradena av vår tideräkning stötte den på sitt främsta motstånd i den persiska zoroastrianismen, men även i grekiska, anatoliska och animistiska religiösa seder. Under 600-talet erövrade araberna stora delar av Kaukasien och förde med sig islam. Både kristendomen och islam är i dag präglade av tidigare animistiska seder i regionen. Judiska grupper har befolkat regionen sedan över 2 000 år tillbaka och praktiserar fortfarande judendomen i Kaukasien.

## Geografi

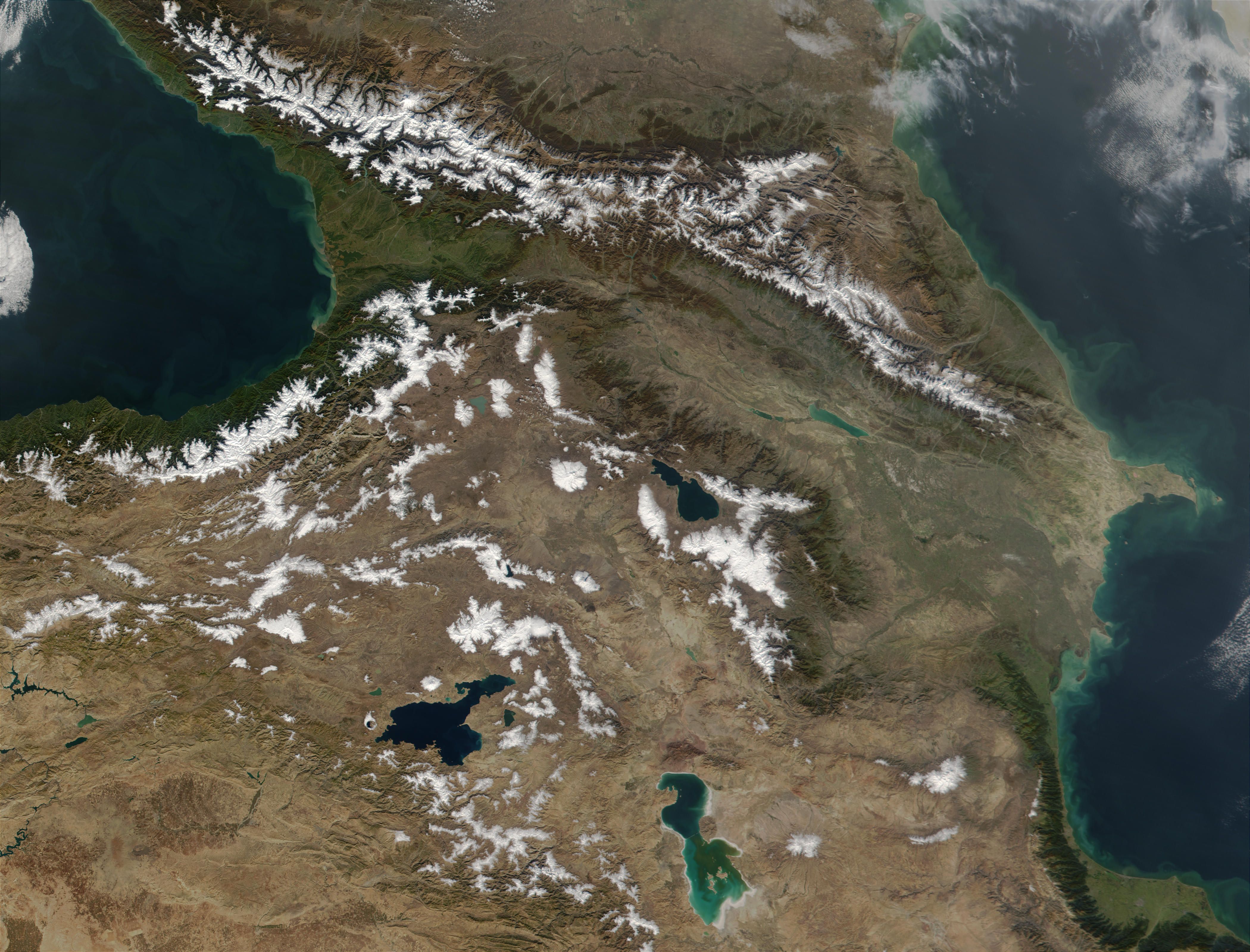
Satellitbild över Kaukasien

Kaukasien anses i allmänhet utgöra en gräns mellan Europa och Asien. Regionen omfattar en yta på 440 194 km2, vilket motsvarar ungefär Tyskland och Österrikes gemensamma storlek. Den sträcker sig 700–900 kilometer på bredden mellan Svarta havet och Kaspiska havet, och omkring 720 kilometer från nord till syd. Kaukasiens norra gräns utgörs av Kuma-Manytj-sänkan, Kaspiska havet i öst, Turkiet och Irans gränser i syd och Svarta havet och Azovska sjön i väst. Ibland dras den södra gränsen längre söderut så att den inkluderar delar av Turkiet och Iran. Sett utifrån politiska gränsdragningar är Kaukasien större, närmare bestämt 541 200 km2. Då inkluderas bland annat delar av Ryssland norrut.
Kaukasien delas traditionellt in i två delar, Nordkaukasien (även Ciskaukasien) och Sydkaukasien (även Transkaukasien). De skiljs åt genom den högsta delen av bergskedjan Kaukasus. Termen 'Transkaukasien' är ett arv från Sovjetunionens tid då den döptes sett från Moskvas perspektiv, bortom Kaukasus. Termen är i dag något kontroversiell och staterna i området föredrar i regel att använda ordet 'Sydkaukasien'. Ibland räknas den avskiljande delen, Stora Kaukasus, som ytterligare en av Kaukasiens delar.
Vattentillgången kan komma att bli en framtida källa till konflikt. I bergsområdena finns det rikligt med vatten, men i låglandet är dricksvatten en bristvara. Armenien saknar kustlinjer, men Azerbajdzjan har störst problem. Vattnet behövs bland annat till det utbredda jordbruket samt industrin och vattenkraften i Kaukasien.[källa behövs] Kaspiska havet är inget egentligt hav eftersom det saknar naturliga utflöden till resten av världens hav – det räknas istället som världens största insjö. Fem länder gränsar till Kaspiska havet: Ryssland, Kazakstan, Turkmenistan, Iran och Azerbajdzjan. I väst gränsar också fem länder till Svarta havet: Ryssland, Georgien, Turkiet, Bulgarien, Rumänien och Ukraina. Svarta havet spelar en större strategisk roll för regionen då sundet Bosporen förbinder det med världshaven. Azovska havet är ett bihav till Svarta havet.
Floderna som mynnar ut i Kaspiska havet är i regel ganska långa. Det gäller exempelvis Kura, som är den längsta i Kaukasien. Andra stora floder som har sitt utflöde i Kaspiska havet är Kuma, Terek, Sulak, Samur och Aras. De floder som rinner ut i Svarta havet är betydligt fler och kortare. De största är Bzipi, Kodori, Enguri och Rioni. Floderna Don, Jeja och Kuban rinner ut i Azovska havet.  Med sina 1 256 km2 är Sevansjön i östra Armenien den största sjön i Kaukasien.
Klimatet i Kaukasien uppvisar en stor variation från plats till plats. Generellt sett anses Nordkaukasien ha ett inlandsklimat medan Sydkaukasien har ett subtropiskt klimat. I dessa regioner finns dock mindre klimatzoner med mikroklimat som ibland bara upptar en yta på några få kvadratkilometer. Bergskedjan Kaukasus stoppar mycket av den kalla luften från Ryssland vilket innebär att vintrarna i söder är mildare än dem i norr. Under somrarna jämnas temperaturen mellan norr och syd ut.

## Historia

### Förhistoria
I Kaukasien har några av de äldsta spåren av mänsklig civilisation påträffats. Under den äldre stenåldern (500 000 f.Kr. – 10 000 f.Kr.) började de människor som bodde i södra och västra Kaukasien röra sig norrut, och bosätta sig i tält istället för i grottor. Under sen stenålder (8 000 f.Kr. – 5 000 f.Kr.) började man bruka jorden och ägna sig åt boskapsuppfödning, vilket gradvis trängde undan den tidigare jägare-samlare-kulturen. De första föremålen av brons, guld, silver, tenn och bly tillverkades i kopparstensåldern. Vid samma tid började folken i Kaukasien interagera med andra kulturer i Främre Orienten och de första befästa boplatserna byggdes. Den äldsta kultur som det i dag finns spår av i området är Shulaveri-Shomukulturen. Från tidig bronsålder finns kvarlevor från två kulturer – Maykopkulturen i norra Kaukasien och Kura-Araxkulturen i dagens Georgien. Från mitten av bronsåldern finns Trialetikulturen, Nordkaukasiska kulturen och Dolmenkulturen arkeologiskt bevarade och från sen bronsålder Kobankulturen i norra Kaukasien, Kolchiskulturen i sydvästra Kaukasien, Kajakentkulturen i nordöstra Kaukasien och Kobjakovkulturen vid nedersta delen av floden Don.

### Tidiga stater

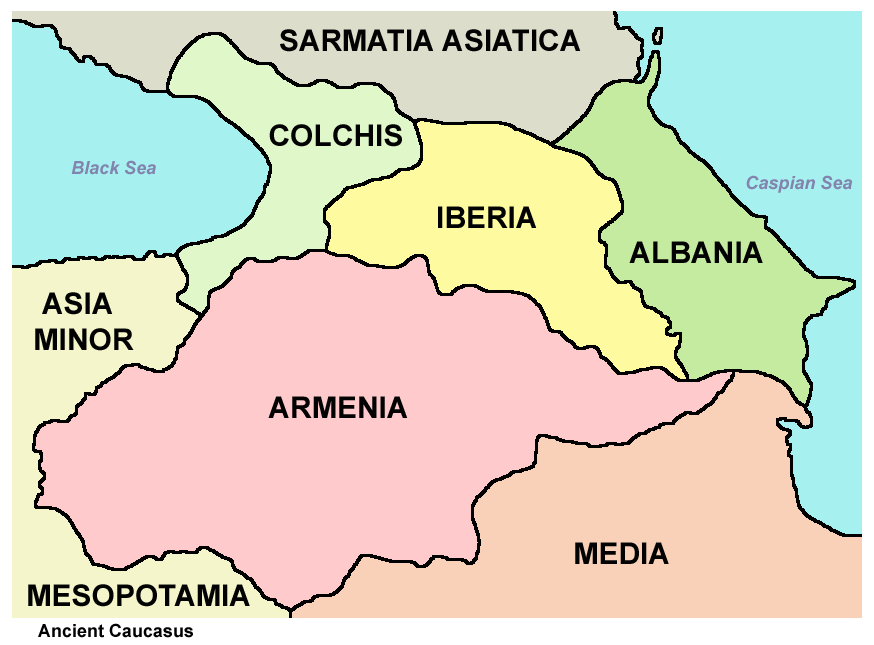

De första stamfederationerna växte fram i sen bronsålder, i slutet av 2000-talet f.Kr. När Assyriska riket under 1200-talet f.Kr. attackerade den armeniska platån enade sig stammarna i området. Runt 860 f.Kr. grundades riket Urartu vid Vansjön i det som idag är östra Turkiet. Detta kungarike är antagligen det som i Bibeln benämns Ararat. De följande århundradena präglades av krig med både Assyrien och intilliggande stammar. Urarturiket föll slutligen 585 f.Kr. Vid sidan av Assyrien tillhörde ryttarfolket kimmerier deras värsta fiender. Även kimmerierna besegrades av assyrierna, några hundra år efter Uartus fall.
Armenierna anses allmänt ha anlänt till Kaukasien från Mindre Asien under 700-talet f.Kr. där de blandade sig med invånarna i Urartu. Under 300-talet f.Kr. började albanska stammar bildas i dagens Azerbajdzjan. De skulle komma att bilda ett rike som varade i omkring 1 000 år. De exakta gränserna för detta forntida rike är omstridda. I övrigt var stora delar av Kaukasien ofta föremål för konflikter mellan dåtidens stormakter Grekland, Persien, Makedonien under Alexander den store, seleukiderna och senare Pontos, Romarriket och Partiska riket.[källa behövs]

## Territorier
Kaukasiens territoriella indelning är i mångt och mycket ett arv från Sovjetunionen, och liknar den nuvarande ryska modellen med olika federationssubjekt. De mest västinfluerade delarna är de tre suveräna staterna Armenien, Azerbajdzjan och Georgien i syd. Dessa länder var oberoende republiker mellan 1918 och 1921, återtog sina gamla författningar efter Sovjetunionens fall och skrev nya konstitutioner 1995. Utöver de suveräna republikerna återfinns även autonoma republiker, oblaster och krajer.
Armenien är indelat i tio administrativa provinser (marz, singularis) vars guvernörer utses av landets president. Huvudstaden (kaghak) Jerevan har särskilda administrativa egenskaper.
Azerbajdzjan är indelat i 66 distrikt (rayon, singularis) och tolv städer (sahar, singularis).
Georgien är indelat i nio provinser (mkharebi), den autonoma republiken Adzjarien, området Abchazien vars politiska status är omstridd samt huvudstaden Tbilisi. Ytterligare en omstridd del inom landet är Sydossetien som har erkänts som oberoende stat av Ryssland och Nicaragua.[källa behövs] Inom provinserna finns sammanlagt 67 administrativa distrikt (munitsipaliteti, singularis) och sex oberoende städer (kalaki, singularis).
Ryssland är indelat i 83 olika territoriella enheter, tillhörande sex olika kategorier. Dessa kategorier är 21 delrepubliker, 46 oblast (provinser), 9 krajer (territorium), ett autonomt oblast (Judiska autonoma länet), 4 okrug (autonoma distrikt) samt 2 federala städer (Moskva och Sankt Petersburg). I norra Kaukasien har Ryssland sju autonoma delrepubliker: Dagestan, Ingusjien, Tjetjenien, Nordossetien, Kabardinien-Balkarien, Karatjajen-Tjerkessien och Adygeiska republiken. Därutöver tillhör även krajerna Stavropol och Krasnodar samt oblasten Rostov Kaukasien.
| Namn                   | Politiskt subjekt                                         | Politisk status                                   | Flagga | vapen |
| ---------------------- | --------------------------------------------------------- | ------------------------------------------------- | ------ | ----- |
| Armenien               | Suverän republik                                          | Oberoende                                         |        |       |
| Azerbajdzjan           | Suverän republik                                          | Oberoende                                         |        |       |
| Georgien               | Suverän republik                                          | Oberoende                                         |        |       |
| Nachitjevan            | Autonom republik                                          | Tillhör Azerbajdzjan                              |        |       |
| Nagorno-Karabach       | Autonom republik (de facto suverän)                       | Tillhör Azerbajdzjan (de facto oberoende)         |        |       |
| Adzjarien              | Autonom republik                                          | Tillhör Georgien                                  |        |       |
| Abchazien              | Autonom republik (de facto oberoende av Georgien)         | Tillhör Georgien (de facto oberoende av Georgien) |        |       |
| Sydossetien            | De jure georgiskt område (de facto oberoende av Georgien) | Tillhör Georgien (de facto oberoende av Georgien) |        |       |
| Dagestan               | Delrepublik                                               | Tillhör Ryssland                                  |        |       |
| Ingusjetien            | Delrepublik                                               | Tillhör Ryssland                                  |        |       |
| Tjetjenien             | Delrepublik                                               | Tillhör Ryssland                                  |        |       |
| Nordossetien-Alanien   | Delrepublik                                               | Tillhör Ryssland                                  |        |       |
| Kabardinien-Balkarien  | Delrepublik                                               | Tillhör Ryssland                                  |        |       |
| Karatjajen-Tjerkessien | Delrepublik                                               | Tillhör Ryssland                                  |        |       |
| Adygeiska republiken   | Delrepublik                                               | Tillhör Ryssland                                  |        |       |
| Stavropol kraj         | Kraj                                                      | Tillhör Ryssland                                  |        |       |
| Krasnodar kraj         | Kraj                                                      | Tillhör Ryssland                                  |        |       |
| Rostov oblast          | Oblast                                                    | Tillhör Ryssland                                  |        |       |

## Demografi

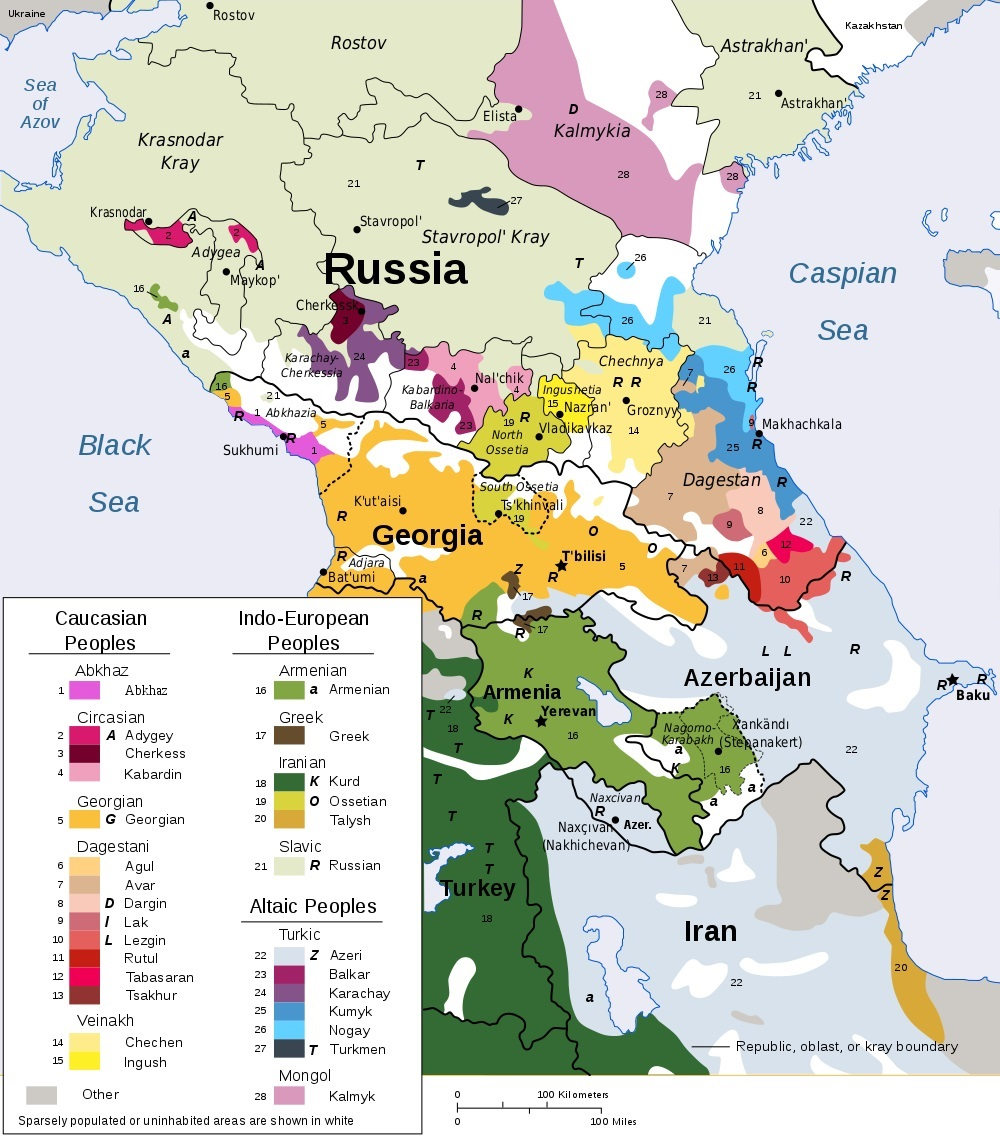
Etnolingvistiska grupper i Kaukasien (2009).

Det statistiska underlaget för folkgrupper i Kaukasien är ofta undermåligt. Enligt de officiella folkräkningarna, kombinerade med kvalificerade uppskattningar från forskarhåll, uppgår antalet personer i regionen till omkring 35 miljoner. Befolkningen är utspridd och endast fyra städer – Tbilisi, Baku, Jerevan och Rostov-na-Donu – har över en miljon invånare. Det finns över 100 olika etniska grupper i regionen. Språken, som är nästan lika många, skiljer sig ofta kraftigt åt sinsemellan. Araberna kallade området för djabal al-alsun som betyder "språkens berg".
Ryssland införlivade successivt Kaukasien i sitt imperium, först från mongolerna och sedermera från de persiska och osmanska rikena. Erövringen fullbordades 1864. Den största etniska gruppen i Kaukasien är följaktligen ryssarna, som utgör majoritetsbefolkning i Krasnodar kraj, Stavropol kraj och Rostov oblast. Sammanlagt beräknas 12 miljoner människor vara av rysk etnicitet. Denna siffra var emellertid högre före Sovjetunionens kollaps. De flesta ryssar som därefter flyttat från regionen har gjort det av ekonomiska skäl.
Andra större folkslag är azerer, armenier, georgier, abchazer, adygéer, balkarer, osseter, ingusjier, tjetjener, avarer, lezginer, laker, darginer, tabassarer, kumyker, kurder, tatarer och ukrainare.

## Konflikter
Inte minst sedan Sovjetunionens upplösning har detta gränsområde varit geopolitiskt utsatt. Konflikter har upprepade gånger eskalerat till stridigheter, såsom i första och andra Tjetjenienkrigen, kriget i Abchazien 1992–1993, kriget i Sydossetien och Abchazien 2008 och Nagorno-Karabach-kriget.

### Tjetjenienkriget
Konflikten brukar delas upp i första Tjetjenienkriget, 1994-1996, och andra Tjetjenienkriget, med start 1999. De brukar räknas som de grymmaste och mest destruktiva av de postsovjetiska krigen med en dödssiffra på över 100 000 människor.
1991 valdes Dzjochar Dudajev till president i Tjetjenien och förklarade kort därefter landet självständigt. Rysslands president Boris Jeltsin erkände inte självständighetsförklaringen utan införde en handelsblockad mot Tjetjenien. Ekonomin vacklade och hundratusentals människor med icke-tjetjenskt ursprung flydde till Ryssland. Detta ledde till stark kritik mot president Dudajev och i slutet av 1994 påbörjade så rebellerna sin kamp för att få honom avsatt.
Startskottet för det första Tjetjenienkriget brukar räknas från när Ryssland, som stödde rebellerna, inledde sin militära invasion den 11 december 1994. Striderna höll på under ett par år med omfattande bombningar av huvudstaden Groznyj och runt 50 000 döda. President Dudajev dödades av ryska missiler i april 1996 och kort därefter förhandlades en vapenvila fram som trädde i kraft den 31 augusti 1996.
Andra Tjetjenienkriget startade på sensommaren 1999, kort efter att Vladimir Putin blivit vald till Rysslands premiärminister. På ena sidan stod tjetjenska gerillakrigare och på den andra rysk militär och Moskvatrogna tjetjenska styrkor. Våren 2002 hade ryssarna ockuperat större delen av Tjetjenien och president Vladimir Putin hävdade att kriget var över. Men rebellgrupperna fanns kvar och våldet har fortsatt med flera uppmärksammade terroristdåd i området. Totalt fick runt 60 000 människor, främst civila, sätta livet till i det andra Tjetjenienkriget.

## Internationell politik
Georgien, Armenien och Azerbajdzjan är små stater omgivna av nuvarande eller före detta stormakter. Deras utsatta geografiska läge har bidragit till att de alla har format en tydlig utrikespolitisk agenda. Georgien är uttalat pro-USA, Armenien pro-Ryssland och Azerbajdzjan har en mer neutral inställning men starka band till Turkiet.
11 september-attackerna mot World Trade Center 2001 skapade ett ökat internationellt intresse i Kaukasien. Dels på grund av närheten till Mellanöstern och Centralasien men också på grund av de förändrade relationerna mellan Ryssland och USA där ryssarna stödde amerikanerna i deras krig mot terrorismen. Eftersom EU:s gränser flyttas alltmer österut har intresset för Kaukasien blivit större även där. Och Georgien har uttryckt önskan om att få bli medlem i EU.
Sovjetunionens fall i början av nittiotalet innebar att de nya självständiga staterna i Sydkaukasien var tvungna att forma sin utrikespolitik. I Armenien fokuserade man främst på två punkter. För det första var det viktigt att stabilisera relationerna med grannländerna, vilket förutsatte att Nagorno-Karabach-kriget avslutades med fredliga förhandlingar samt att relationerna till Turkiet förbättrades. Den andra punkten handlade om att integrera sig i världssamfundet och gå med i internationella organisationer.  Detta för att undvika att bli en isolerad stat. Trots att Armenien lyckats skapa en relativt stabil utrikespolitik finns riktlinjerna kvar än i dag. Relationen till Turkiet är dock fortfarande kärv och situationen i Nagorno-Karabach är inte löst.[källa behövs]
Även Azerbajdzjan fokuserade på säkerhetsfrågan och siktade på en lösning av Nagorno-Karabach-konflikten. De ville även stärka relationerna till Turkiet ytterligare eftersom de etniska och kulturella banden redan var starka. På grund av den stora tillgången till olja och gas har Azerbajdzjans ställning i världsekonomin ökat gradvis.[källa behövs]
Georgien fick under 1990-talet stora summor amerikanskt bistånd till demokratiutveckling och närmade sig västvärlden och framförallt USA ännu mer under president Micheil Saakasjvili (2004-2013). Georgiens internationella politik har efter Sovjetunionens fall präglats av territoriella konflikter kring områdena Abchazien och Sydossetien, konflikter som övergått i väpnade konflikter. Båda dessa områden är för närvarande de-facto självständiga och har starka ekonomiska och militära band till Ryssland.